# Dida (labdarúgó, 1934)
Edvaldo Alves de Santa Rosa, ismertebb nevén: Dida (Maceió, 1934. március 26. – Rio de Janeiro, 2002. szeptember 17.), világbajnok brazil válogatott labdarúgó.
A brazil válogatott tagjaként részt vett az 1958-as világbajnokságon.

## Sikerei, díjai
CSA
- Campionato Alagoano (1): 1952

Flamengo
- Campionato Carioca (3): 1954, 1955, 1963
- Torneo Rio-São Paulo (1): 1961

Brazília
- Világbajnok (1): 1958

## Külső hivatkozások
- Dida (labdarúgó, 1934) – a FIFA adatbázisában